# اسی یوسف
اسی یوسف (به عربی: أسی یوسف) یک شهرداری در الجزایر است که در استان تیزی وزو واقع شده‌است.